# Splendor Solis

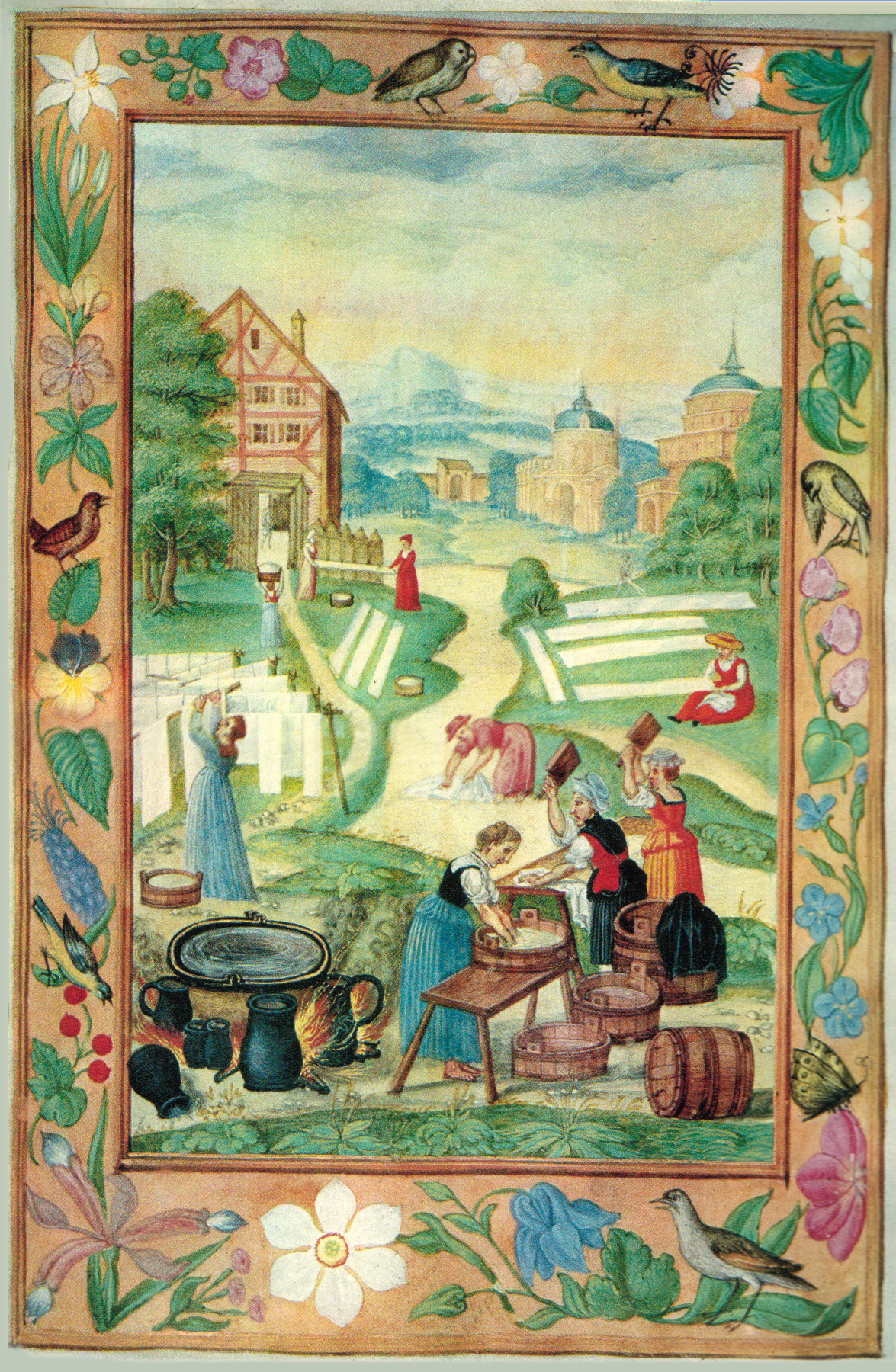
Uit de Splendor Solis: Das große Waschfest vor der Stad (1531).

Splendor Solis (Latijn voor Schittering van de Zon) is een bekend kleurrijk alchemistisch manuscript. De eerste versie, geschreven in het Duits, dateert van 1532-1535 en bevindt zich in het Pruisische staatsmuseum in Berlijn. Het is verlucht op perkament, met decoratieve randen zoals een getijdenboek, mooi geschilderd en verguld. De latere kopieën ervan bevinden zich in Londen, Kassel, Parijs en Neurenberg en zijn even goed. In totaal bestaan er wereldwijd twintig kopieën van.
Het origineel van de Splendor Solis, dat zeven hoofdstukken bevat, verscheen in Augsburg. Er werd gebruikgemaakt van miniaturen van werken van Albrecht Dürer, Hans Holbein de Oude en Lucas Cranach. Het auteurschap werd toegeschreven aan de legendarische  Salomon Trismosin, naar verluidt de leraar van Paracelsus. Het boek zelf bestaat uit een opeenvolging van 22 uitgewerkte afbeeldingen die in decoratieve randen en nissen geplaatst zijn. Het symbolische proces toont de klassieke alchemistische dood en wedergeboorte van de koning, en bevat een reeks van zeven flesjes, elk gekoppeld aan een van de planeten. Binnen deze kolven wordt het proces  getoond waarbij symbolen van een vogel en een dier getransformeerd worden in de Koningin en de Koning, de witte en de rode tinctuur. Hoewel de stijl van de illustraties van de Splendor Solis lijkt te wijzen op een vroegere datum, dateren ze duidelijk uit de 16e eeuw